# 西馬 (新墨西哥州)
西馬（英語：Seama）是位於美國新墨西哥州錫沃拉縣的普查規定居民點。

## 人口
根據2020年美國人口普查的數據，西馬的面積為16.81平方千米，當中陸地面積為16.80平方千米，而水域面積為0.01平方千米。當地共有人口124人，而人口密度為每平方千米7.38人。